# Corvus moneduloides
Corvus moneduloides е вид птица от семейство Вранови (Corvidae).

## Разпространение
Видът е разпространен в Нова Каледония.